# 源俊賴
源俊賴（日语：／ Minamoto no Toshiyori或 Minamoto no Shunrai */?，1055年—1129年）是日本平安時代後期貴族和歌人，官位是從四位上木工頭（或木工權頭），亦是中古六歌仙和《百人一首》歌人之一，有210首作品收錄於敕撰和歌集， 也是《金葉和歌集》的編者。此外，俊賴出身自宇多源氏，父親是正二位大納言源經信，其子是東大寺僧人俊惠，三代均是《百人一首》歌人之一。

## 生平
按《尊卑分脈》記載，俊賴是經信的三子，《二十一代集才子傳》則認為是次子，對此按《中右記》保安元年8月24日（1120年9月18日）條記載，源通時為長子，而源基綱則是通時的同母弟弟，加上《公卿補任》以及《辨官補任》等記載基綱為次子，因此俊賴實際上是經信的三子。生年方面，由於其兄基綱死於永久5年（1117年），享年68歲，加上《金葉集》二度本的卷末記載了俊賴當時70歲，因此推測他生於天喜3年至5年期間（1055年至1057年），通說以宇佐美喜三八的天喜3年說法為準。卒年方面，按《中右記》大治4年12月1日（1130年1月12日）條記載，俊賴當時已經死去，加上《袋草紙》記載他死於白河法皇駕崩之後，因此推測他死於同年7月7日至12月1日（1129年7月24日至1130年1月12日）期間。
俊賴擅於管絃，當時是左近衛權少將的他作為篳篥的演奏者參加了承曆二年內裏歌合。按《帥記》承曆4年8月22日（1080年9月8日）條、同年閏8月5日（9月20日）條和永保元年4月16日（1081年5月27日）條記載，他當時分別是左近衛少將、右近衛少將和少將。其後按《朝野群載》寬治元年8月27日（1087年9月26日）條記載，他就任為從四位下左京權大夫，並且在堀河天皇在位期間的約20年內一直沒有升遷。嘉保2年（1095年）他跟隨其父經信赴任大宰權帥，直至永長2年或承德元年（1097年）經信死去後返回京都。長治2年3月16日（1105年5月1日），按《中右記》和《殿曆》記載，他就任為木工頭（或木工權頭），翌年1月1日（1106年2月6日），按《朝野群載》記載他當時為從四位上行木工頭。天永元年1月28日（1110年2月18日），按《敕撰作者部類》記載，他時任越前介。翌年5月7日（1111年6月14日），按《中右記》記載，他當時仍然擔任木工頭，同年10月25日（11月27日）按《公卿補任》記載，木工頭職務改由源雅兼兼任。其後，他曾經兩度前住伊勢，其中他在保安3年（1122年）第二次前往伊勢時，曾經一度出仕於齋宮，晚年隱居於田上（現滋賀縣大津市田上各町一帶）的山莊。

## 和歌
- 《前賢故實（日语：前賢故実）》
源俊賴
菊池容齋作品
- 時代不同歌合
源俊賴和壬生忠岑

俊賴總共有210首和歌收錄於敕撰和歌集，歌風以優雅的概念為先，結構的重點為次，反映出樸素或率直的情感，作品帶有高揚、緊張、滿足、激昂或嚴峻等各種感情，使用掛詞和緣語的同時，卻不因循守舊，能夠基於敏銳的感覺來展現新鮮感，與同時期維持傳統的優雅與安定的藤原基俊形成對比，對於《新古今和歌集》時期的歌人有很大的影響。天治元年（1124年）4月，他奉白河法皇之命編撰《金葉和歌集》，同年第一次獻上卻因為內有法皇不喜歡的歌人的作品而被駁回，翌年4月再次獻上則由於過於嶄新而被駁回，最終在大治元年或翌年（1126年至1127年）第三次獻上才獲接納。另外，他也著有歌論書《俊賴髓腦》。
歌合方面，俊賴先後參加了承曆2年4月28日（1078年6月10日）舉行的內裏歌合、作為歌人參加了寬治3年8月23日（1089年9月29日）舉行的四條宮扇合、寬治7年5月5日（1093年6月1日）舉行的郁芳門院根合、嘉保元年8月19日（1094年10月1日）舉行的高陽院歌合、康和2年4月28日（1100年6月7日）舉行的國信卿家歌合、同年5月5日（6月14日）舉行的備中守仲實朝臣女子根合、康和4年閏5月2日和7日（1102年6月19日和24日）舉行的堀河院艷書合、天永元年4月29日（1110年5月19日）舉行的山家五番歌合、永久4年（1116年）5月舉行的中務權大輔顯輔歌合、同年6月4日（7月15日）舉行的六條宰相家歌合、同年8月舉行的雲居寺結緣經後宴歌合、翌年5月11日（1117年6月12日）舉行的內大臣忠通歌合、元永元年（1118年）5月舉行的中院入道右大臣家歌合、同年6月29日（7月19日）舉行的右兵衛督實行家歌合、保安4年（1123年）春天以前舉行的齋宮姰子内親王石名取歌合以及同年7月以前舉行的忠實紙紙合。
作為判者，他則參加了長治元年5月26日（1104年6月20日）舉行的左近權中將俊忠朝臣家歌合、翌年（1105年）7月舉行的木工頭俊賴女子達歌合、天仁2年（1109年）冬天舉行的師賴家歌合、元永元年10月2日、10月11日和10月13日（1118年11月16日、25日和27日）舉行的內大臣忠通歌合、保安2年閏5月13日和閏5月26日（1121年6月29日和7月12日）舉行的內藏頭長實歌合、同年9月12日（10月25日）舉行關白內大臣家歌合、翌年2月20日舉行的無動寺歌合（1122年3月29日）、天治元年（1124年）春天以前舉行的永緣奈良房歌合以及大治元年（1126年）8月舉行的攝政左大臣家歌合。
《百人秀歌》入選作是：
| 《新編國歌大觀》版本 | 中譯                                        |
| -------------------- | ------------------------------------------- |
|                      | 遙望遠山處 山櫻滿山開 白雲隙間縫 流水從天降 |

這首和歌收錄於《金葉和歌集》二度本卷第一「春部」，《新編國歌大觀》編號是50，詞書是「在宇治前太政大臣家歌合時所作」（宇治前太政大臣家歌合によめる）。此歌出自於高陽院歌合，當時歌題是櫻花，俊賴則將其引伸至遠方山處的櫻花，將白色的櫻花比喻成從天而降歸瀑布，其幼長的流水讓山頂至山腳也變成一片白色。第三句中的是指遠方，為「雲」的枕詞，暗示遠處開滿櫻花的山，第四句中的則指天空，暗示遠處的山上滿佈白雲，而幼長的流水便在白雲的隙間中出現，藤原定家評價此歌為晴之歌的代表作（これは晴の歌の体と申すべきにや），高陽院歌合的判者其父經信則評價此歌閃閃生輝（きららかによまれたるやうに見給ふれば），與左方歌人攝津的作品（收錄於《金葉集》二度本，《新編國歌大觀》編號49）打成平手。此外，此歌同時收錄於《金葉集》三奏本、《散木奇歌集》、《古來風體抄》、《時代不同歌合》、《別本八代集秀逸》、《三五記》、《井蛙抄》和《詠歌一體》等等，藤原定家也將其採錄至《定家八代抄》、《近代秀歌》、《秀歌體大略》和《八代集秀逸》，與《百人一首》的入選作可謂平分秋色。關於此歌未有入選《百人一首》的理由眾說紛紜，通說認為是此歌的第三和第四句與藤原忠通的入選作完全一致，也同時採用了「白」字，然而《百人一首》中語句類同的作品其實並不僅限於此歌，也有說法認為是由於此歌與藤原公任的入選作類同，或是為了避免與同樣以遠近的方式描述櫻花的大江匡房的入選作並列，不過實際上伊勢與元良親王的入選作雖然類同卻也是並列在一起。對此，吉海直人認為存在為了強調忠通的壯大而且帶有君臣和樂性質的入選作為其獨特概念的可能性，或者可能是由於定家晚年的嗜好從敘景歌演變成抒情歌所致。
- 《小倉百人一首》
源俊賴朝臣
菱川師宣繪本
- 《小倉擬百人一首》
源俊賴朝臣
 雲之絕間 鳴神上人
歌川國貞的浮世繪

《百人一首》入選作是：
| 《新編國歌大觀》版本 | 全日本歌牌協會版本 | 嵯峨嵐山文華館版本 | 中譯                                        |
| -------------------- | ------------------ | ------------------ | ------------------------------------------- |
|                      |                    |                    | 神前空禱告 怨爾仍無情 初瀨山峰下 偏遭凜冽風 |

這首和歌收錄於《千載和歌集》卷第十二「戀歌二」，《新編國歌大觀》編號是708，詞書是「在權中納言俊忠家中創作戀歌十首時，以就算祈求也無法相逢的戀愛為題而作」（権中納言俊忠家に恋十首歌よみ侍りける時、いのれどもあはざる恋といへる心をよめる）。此歌與《百人秀歌》入選作同樣是在正式場合時所作的和歌，同時收錄於《時代不同歌合》、《定家八代抄》、《近代秀歌》、《秀歌體大略》和《八代集秀逸》。定家雖然對於這兩首和歌的評價不相伯仲，但是其他歌書中後者則稍為佔優，兩首歌的差別則在於《百人一首》入選作的舞台是定家的祖父藤原俊忠的宅邸，後鳥羽天皇在《後鳥羽院御口傳》中評價此歌是自己能夠想到的和歌中，既著重表達方式，同時其他人也難以模仿的和歌體裁（もみもみと、人はえ詠みおほせぬやうなる姿），也認為此歌就是定家所追求的體裁（定家卿が庶幾する姿），定家在《近代秀歌》中認為此歌感情深厚，就算能夠模仿其詞心，也難以維持，真的是無人能及的體裁啊（是は心深く、詞心にまかせてまねぶとも言ひ続けがたく、誠におよぶまじき姿也）。此歌的意思是我明明向初瀨的神佛祈求的是冷淡的她能夠接納我，而不是祈求像初瀨的山風般對我愈來愈不瞅不睬啊，為當時少有批評神佛的和歌，這種複雜的感情卻讓當時的人有所共鳴，而連續使用大膽的措辭以及強硬的語調，對於以戀愛為題材的和歌來說亦屬罕見。
首句和第二句中的連起來是指對我冷淡的人，是形容詞的連用形，是表示過去的助動詞的連體形，人是指女性，是表示動作對象的格助詞。第二句中的和第三句連起來是指從初瀨的山上吹下來的強風，初瀨為歌枕，指位於該地以祈求戀愛聞名的長谷寺，當地的山中地勢錯綜複雜，容易刮起強風，是指從山上吹下來的強風，末句中的和第四句中的分別是前者和後者的緣語，則是表示呼喚的間投助詞，由於其家集大多沒有這個字，有可能是藤原俊成編撰《千載集》時自行添加，從而擬人化，而且本身也並非傳統用語，在這之前也未見有其他和歌採用。第四句是變得激烈吧，在指山上吹下來的強風變得激烈，同時也有對方的態度愈加冷淡的意思，一語相關，其中是形容詞的命令形，是表示引用的格助詞，則是係助詞。末句的意思是未有祈求，其中是表示否定的助動詞的連體形，是表示逆接的接續助詞或終助詞，蘊含感嘆之意。

## 家集
俊賴的家集分別是《散木奇歌集》和《田上集》，其中《田上集》由他人編撰而成，故名思義是後人匯集了他居住在田上時的作品，收錄歌數為82首，其中包括其父經信的和歌以及其子俊重的連歌各一首，分為書陵部本、神宮文庫、高松宮家本、彰考館本、河野美術館本和島原松平文庫本，除了島原松平文庫本外，其他均或多或少缺失了第58首或第61首。其中，書陵部本是長27.5米，寬20.1厘米的袋綴，水色封面配上環環相扣的圓形，每個圓形內各有一菊紋，左上方的桃色題簽出自櫻町天皇手筆，寫有「田上集」三字，正文紙質是雁皮紙，一面十二行，和歌一行，詞書隔三個空格，手抄自江戶時代中期，收錄歌數80首，而島原松平文庫本則是長27.3厘米，寬20.2厘米的袋綴，總共25頁，首尾各有一空白頁，藍色封面配上雷紋以及牡丹蔓草紋，左上的題簽是後來補上的白紙，寫有「田上集」三字，一面九行，和歌兩行，詞書隔兩個空格，手抄自江戶時代初期。底本方面，《新編國歌大觀》和《私家集大成》同時採用島原松平文庫本為底本。

## 文化財
- 卷子本古今和歌集
- 元永本古今和歌集

俊賴雖然曾經親筆寫過《金葉集》，據《散木奇歌集》記載又曾經受人所託在扇上寫字，雖然不算是非常擅長書法，但是推測還是有一定的程度，而傳出自於其手筆的墨寶數量極多的原因是由於素來古筆鑑定的筆者名稱，除了著名的書法家外，便是以權威的著名歌人為主，不過實際上他並沒有留下任何真跡。
| 名稱                       | 名義                                         | 所藏             | 指定日期       | 指定類型   | 參考資料             |
| -------------------------- | -------------------------------------------- | ---------------- | -------------- | ---------- | -------------------- |
| 東大寺切三寶繪斷簡         | 東大寺切三寶繪斷簡                           | 京都國立博物館   | 不明           | 重要美術品 | [ 30 ]               |
| 高光集切                   | 高光集切                                     | 東京國立博物館   | 不明           | 重要美術品 | [ 31 ]               |
| 萬葉集卷十二斷簡（尼崎切） | 萬葉集卷十二斷簡（尼崎切）                   | 東京國立博物館   | 1935年12月13日 | 重要美術品 | [ 32 ]               |
| 彩牋墨書古今和歌集卷四斷簡 | 彩牋墨書古今和歌集卷四斷簡                   | 東京國立博物館   | 1935年12月13日 | 重要美術品 | [ 33 ]               |
| 大字切和漢朗詠集           | 手鑑「月台」                                 | 東京國立博物館   | 1938年7月4日   | 重要文化財 | [ 34 ] [ 35 ] [ 36 ] |
| 民部切古今和歌集           | 手鑑「月台」                                 | 東京國立博物館   | 1938年7月4日   | 重要文化財 | [ 34 ] [ 35 ] [ 36 ] |
| 師實集切                   | 手鑑「月台」                                 | 東京國立博物館   | 1938年7月4日   | 重要文化財 | [ 34 ] [ 35 ] [ 36 ] |
| 彩牋墨書觀普賢經冊子       | 彩牋墨書觀普賢經冊子                         | 五島美術館       | 1941年7月3日   | 重要文化財 | [ 37 ]               |
| 卷子本古今和歌集切         | 古今和歌集序（彩牋三十三枚）                 | 大倉集古館       | 1951年6月9日   | 國寶       | [ 38 ]               |
| 元曆校本萬葉集卷十和卷十八 | 元曆校本萬葉集                               | 東京國立博物館   | 1951年6月9日   | 國寶       | [ 39 ]               |
| 元永本古今和歌集           | 古今和歌集（彩牋）（元永本）                 | 東京國立博物館   | 1951年6月9日   | 國寶       | [ 40 ]               |
| 三寶繪詞                   | 三寶繪詞                                     | 東京國立博物館   | 1952年3月29日  | 國寶       | [ 41 ]               |
| 三寶繪詞斷簡（東大寺切）   | 手鑑「藻鹽草」（二百四十二葉）               | 京都國立博物館   | 1952年3月29日  | 國寶       | [ 42 ] [ 43 ] [ 44 ] |
| 入道右大臣集正文部分       | 入道右大臣集（彩牋）                         | 前田育德會       | 1955年2月2日   | 國寶       | [ 45 ]               |
| 糟色紙後拾遺和歌集         | 手鑑「見努世友」（二百二十九葉）             | 出光美術館       | 1952年11月22日 | 國寶       | [ 46 ]               |
| 安宅切和漢朗詠集           | 大手鑑（第一帖百三十九葉和第二帖百六十八葉） | 陽明文庫         | 1953年3月31日  | 國寶       | [ 47 ]               |
| 一首帖切古今和歌集         | 手鑑「野邊之綠」（二十八葉）                 | 前田育德會       | 1953年3月20日  | 重要文化財 | [ 48 ]               |
| 大江切古今和歌集           | 手鑑「翰墨城」（三百十一葉）                 | MOA美術館        | 1961年6月30日  | 國寶       | [ 49 ]               |
| 唐紙經切法華經             | 手鑑「翰墨城」（三百十一葉）                 | MOA美術館        | 1961年6月30日  | 國寶       | [ 49 ]               |
| 小町集                     | 私家集（唐紙）                               | 冷泉家時雨亭文庫 | 1983年6月6日   | 重要文化財 | [ 50 ]               |
| 素性集                     | 私家集（唐紙）                               | 冷泉家時雨亭文庫 | 1983年6月6日   | 重要文化財 | [ 50 ]               |
| 高光集                     | 私家集（唐紙）                               | 冷泉家時雨亭文庫 | 1983年6月6日   | 重要文化財 | [ 50 ]               |
| 遍昭集                     | 私家集（唐紙）                               | 冷泉家時雨亭文庫 | 1983年6月6日   | 重要文化財 | [ 50 ]               |

### 註解
1. ↑  詞書是指該和歌的主題和寫作動機等相關事宜[11]。
2. ↑  晴之歌是指在正式場合創作，風格工整的和歌[12]。

## 外部連結
- . 國書數據庫 （日语）.